# GSM-R
GSM-R (англ. Global System for Mobile communications — Railway) —  стандарт радиосвязи Европейской системы управления движением поездов. GSM-R — беспроводная коммуникационная платформа повышенной надёжности для железных дорог реализованная на основе GSM.
Предназначена для связи поездов с управляющими центрами, а также обеспечения работы приложений, управления трафиком. Гарантирует связь при скорости движения до 500 км/ч.